# Periparus
Periparus er en slægt af fugle i familien mejser, hvor alle seks arter er udbredt i Asien. En enkelt art, Sortmejse (Periparus ater), findes også i Europa, herunder Danmark. 

## Arter
- Sortmejse, Periparus ater, Europa og Asien
- Sortbrystet mejse, Periparus rufonuchalis, Himalaya
- Brunbuget mejse, Periparus rubidiventris, Sydasien
- Gulbuget mejse, Periparus venustulus, Kina
- Pragtmejse, Periparus elegans, Filippinerne
- Palawanmejse, Periparus amabilis, Filippinerne